# Bonjour Tristesse (edificio)
La Casa Residenziale Schlesisches Tor, conosciuta come Bonjour Tristesse, è un edificio berlinese posto a circa cento metri a sudovest della stazione della metropolitana di Schlesisches Tor al civico 7 di Schlesische Straße nel quartiere di Kreuzberg. È stato progettato da Álvaro Siza in occasione della IBA 1984 avvenuta a Berlino. Il condominio è una delle opere di spicco di IBA 84 e si tratta del primo progetto realizzato all'estero da Siza Vieira.

## Storia
Il complesso di appartamenti in Schlesisches Tor è stato costruito nel 1982/1983 ed è andato a riempire uno spazio vuoto lasciato dalla guerra tra i vecchi edifici della strada. Il proprietario era inizialmente la Kleistpark Hausverwaltung GmbH, fondata nel 1979 e fallita nel 1986.
Il progetto di Siza Vieira prevedeva una disposizione con quattro grandi appartamenti per piano, che dovevano essere accessibili attraverso quattro scale, e vari servizi per la comunità dovevano essere integrati al piano terra. Per ragioni di costi, tuttavia, il piano fu modificato, le finestre e le altezze dei soffitti furono ridotte per creare più spazio per gli appartamenti.  Attualmente, ci sono due scale attraverso le quali si possono raggiungere 46 appartamenti distribuiti su sei piani.
Non c'è una zona di base separata riconoscibile o una terminazione del tetto, come era comune all'architettura circostante più datata degli anni 90. L'unica variazione è data da una forma dell'edificio leggermente curva e un alto attico con un'apertura a forma di occhio.